# Nowa Czerna
Nowa Czerna (bułg. Нова Черна) – wieś w Bułgarii, w obwodzie Silistra, w gminie Tutrakan. Według danych szacunkowych Ujednoliconego Systemu Ewidencji Ludności oraz Usług Administracyjnych dla Ludności, 15 czerwca 2020 roku miejscowość liczyła 1 704 mieszkańców.